# Invasione Ōei
L'invasione Ōei (応永の外寇?, Ōei no gaikō), nota anche come spedizione orientale Gihae (기해 동정?, 己亥東征?, Gihae dongjeongLR) in Corea, fu un tentativo di invasione da parte della dinastia Joseon coreana di invadere l'isola di Tsushima nel 1419 col pretesto di combattere la pirateria locale.
Il nome giapponese deriva dall'era Ōei (1394–1428), mentre quello coreano deriva dal periodo Gihae nel ciclo sessagesimale cinese usato in Corea durante la dinastia Joseon.

## Antefatti
Alla fine del 1300, l'isola di Tsushima era stabilmente in mano al Giappone fin da prima della dinastia Goryeo; nonostante questo però, data la sua posizione di confine particolarmente vicina alla Corea l'economia dell'isola era in gran parte dipendente dal commercio con i coreani. In quel periodo l'isola veniva usata frequentemente come luogo di incontro tra diplomatici dei due paesi ma da parte coreana era costante la percezione che Tsushima fosse un territorio coreano occupato dagli stranieri.
Durante gli anni tra la fine dei Goryeo e l'inizio dei Joseon le regioni costiere della Corea erano flagellate dai pirati Wokou. Nel 1389 il generale coreano Pak Wi (박위?, 朴威?) condusse una intensa campagna contro la pirateria arrivando a dare fuoco a 300 navi e liberando oltre 100 prigionieri. Tuttavia il problema non fu risolto e sette anni dopo Kim Sa-hyeong (김사형?, 金士衡?) dovette condurre una nuova campagna militare contro i pirati locali.
Il governo Joseon chiese contestualmente aiuto allo shogunato Ashikaga e al suo rappresentante nel Kyūshū per la soppressione della pirateria in favore del supporto al commercio legale. In cambio il governo coreano cedette al governatore di Tsushima Sō Sadashige alcuni privilegi tra cui la possibilità di navigare periodicamente tra il Giappone e la Corea. Sadashige morì nel 1418 lasciando come erede il figlio ancora infante Sadamori, questa situazione creò dei disordini e alla fine il legittimo erede fu esautorato dal potente pirata Soda Saemontaro. L'anno seguente, in seguito ad una carestia, i pirati di Soda decisero di invadere la Cina della dinastia Ming e le regioni coreane di Bi-in e Haeju.
Dopo essere informato di questi incidenti Taejong, che aveva abdicato nel 1418 in favore di Sejong ma che continuava ad essere il principale stratega militare del regno, si fece promotore di una nuova azione militare e il 9 giugno 1419 dichiarò guerra a Tsushima, dichiarando che apparteneva alla Corea e che i giapponesi non erano in grado di mantenere l'ordine. A capo della spedizione fu messo Yi Jong-mu.

## Invasione
I coreani attesero che gran parte della flotta giapponese lasciasse l'isola prima di sferrare l'attacco, nel frattempo rimasero di stanza nell'isola di Geoje, da cui partirono il 19 giugno 1419..
Yi Jong-mu mandò dei pirati precedentemente catturati come emissari chiedendo una resa, ma non ricevette alcuna risposta e quindi proseguì con il piano di invasione. Durante l'operazione uccise 135 pirati e diede fuoco a 129 navi e 1 939 case, liberando 131 prigionieri cinesi e 21 schiavi.
Nel frattempo i giapponesi del clan Sō si riorganizzarono e tesero un agguato ai coreani, sconfiggendoli nella battaglia di Nukadake e infliggendo loro 150 perdite.
Dopo la battaglia seguì una fase di stallo in cui le due parti cercarono di raggiungere un accordo diplomatico; i negoziati diedero buoni frutti e il 3 luglio la flotta coreana abbandonò l'isola per rientrare in patria.

## Conseguenze
Dopo l'abbandono dell'isola della flotta coreana occorsero comunque alcuni mesi per perfezionare i trattati, che furono firmati solo nel gennaio 1420. La Corea concesse alcuni privilegi commerciali al clan Sō, che in cambio si impegnò formalmente a combattere ogni forma di pirateria contro le coste coreane. Due anni dopo un delegato dei Sō si recò visita in Corea chiedendo la liberazione dei prigionieri giapponesi, ottenendola in cambio di un pagamento di un tributo in rame e zolfo.
Nel 1443 il daimyō di Tsushima propose ed ottenne il trattato di Gyehae che regolamentava il flusso di navi tra Tsushima e la Corea, monopolizzando di fatto il commercio con la dinastia Joseon.